# Хоменков, Николай Никифорович
Николай Никифорович Хоменков (1923—1944) — красноармеец Рабоче-крестьянской Красной Армии, участник Великой Отечественной войны, Герой Советского Союза (1945).

## Биография
Николай Хоменков родился в 1923 году в деревне Отъезжее (ныне — Барятинский район Калужской области). После окончания начальной школы работал сначала в колхозе, затем на заводе в Москве. В июне 1942 года Хоменков был призван на службу в Рабоче-крестьянскую Красную Армию и направлен на фронт Великой Отечественной войны. В боях пять раз был ранен.
К июню 1944 года гвардии красноармеец Николай Хоменков был наводчиком противотанкового ружья 272-го гвардейского стрелкового полка 90-й гвардейской стрелковой дивизии 6-й гвардейской армии 1-го Прибалтийского фронта. Отличился во время освобождения Витебской области Белорусской ССР. 22 июня 1944 года во время прорыва немецкой обороны в районе деревни Карташи Шумилинского района Хоменков заменил собой выбывшего из строя командира роты и поднял подразделение в атаку, отбросив противника и освободив Карташи. В том бою он лично уничтожил более 30 солдат и офицеров противника, но и сам погиб. Похоронен в братской могиле в деревне Тропино Шумилинского района Витебской области Белоруссии.
Указом Президиума Верховного Совета СССР от 24 марта 1945 года за «мужество, отвагу и героизм, проявленные в борьбе с немецкими захватчиками» гвардии красноармеец Николай Хоменков посмертно был удостоен высокого звания Героя Советского Союза. Также был награждён орденами Ленина и Славы 3-й степени. Навечно зачислен в списки личного состава воинской части.

## Память
В деревне Заячья Гора Барятинского района в Калужской области установлен бюст Николаю Хоменкову.